# Jubilatekirche (Orschel-Hagen)

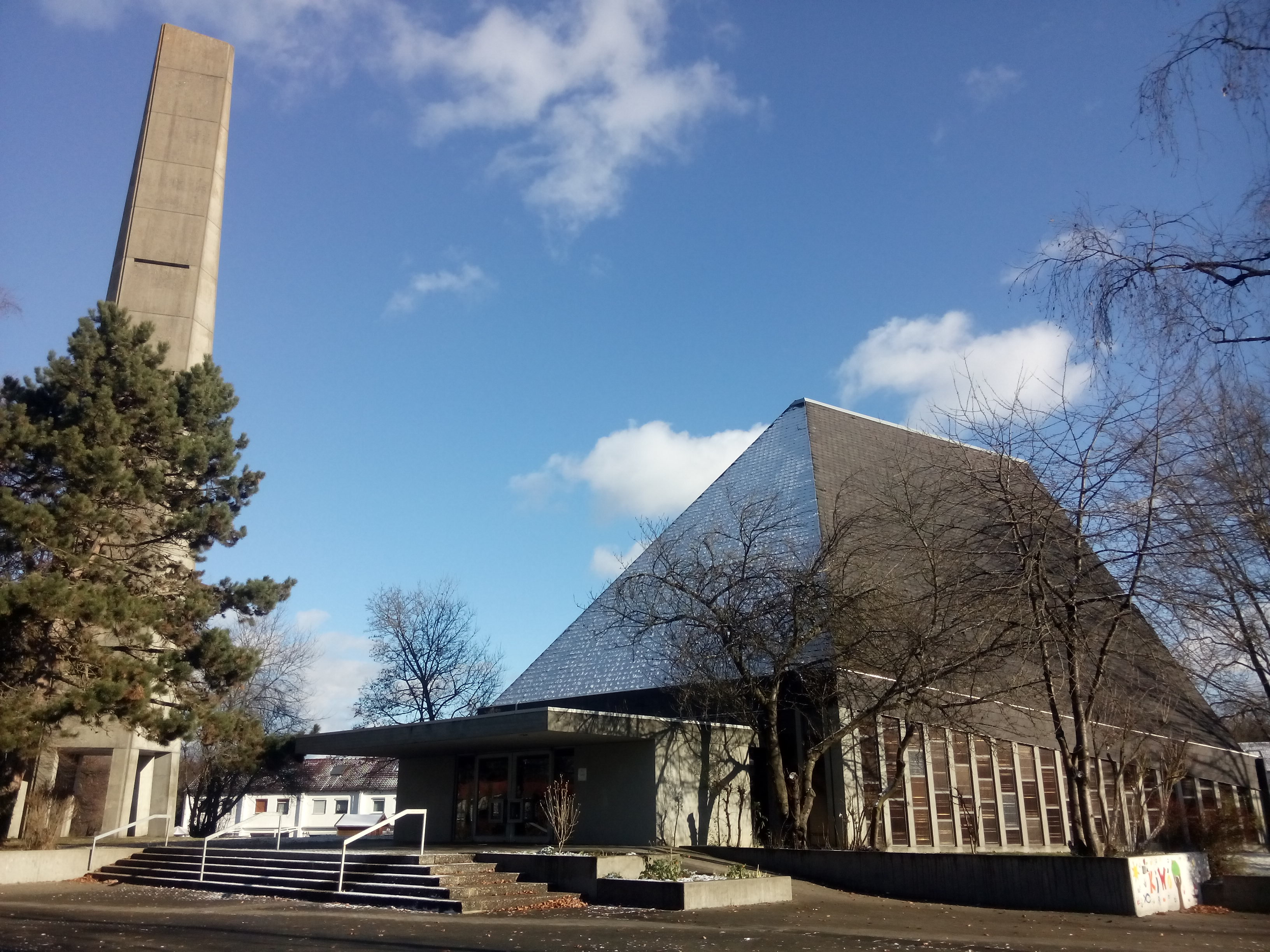
Jubilatekirche Orschel-Hagen, Dez. 2017, linke Dachfläche schneebedeckt

Die Jubilatekirche ist eine evangelische Kirche in Reutlingen (Baden-Württemberg) im Stadtteil Orschel-Hagen. Sie wurde am 1. Oktober 1967 eingeweiht, wird von der Jubilate-Kirchengemeinde für vielfältige Gottesdienste und Kultur genutzt und steht zudem seit 2016 unter Denkmalschutz.
Nach einem Architekturwettbewerb erhielt der Entwurf des Architekten Wolf Irion (Stuttgart-Rohr) den Zuschlag für ein Gemeindezentrum mit Kirche, frei stehendem Glockenturm, Gemeindehaus und zwei Wohnungen. Im September 1965 wurde mit dem Bau begonnen; Richtfest war im Oktober 1966.

## Kirchengebäude

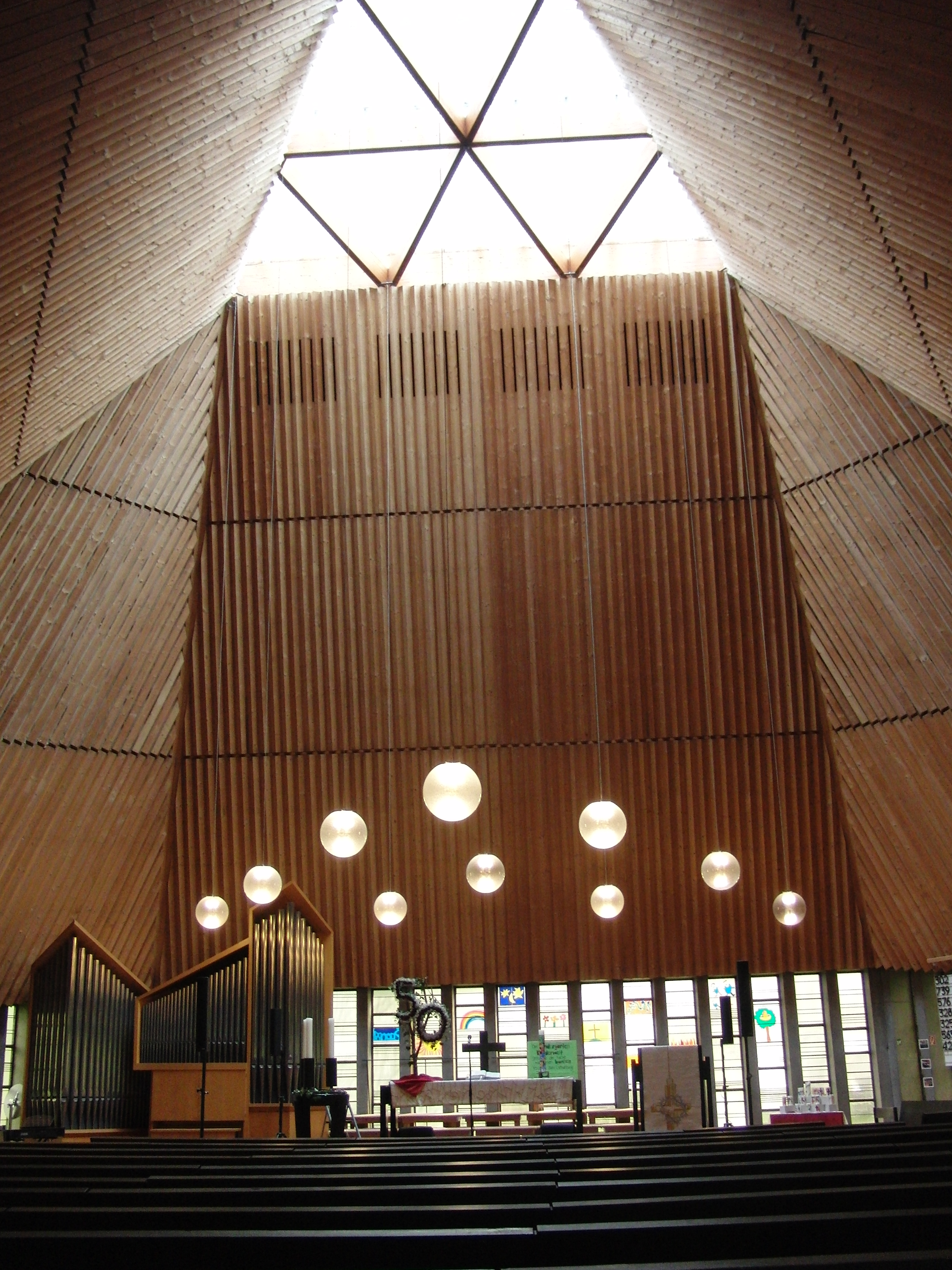
Kirchenraum im Mai 2017 nach dem Jubiläum 50 Jahre Jubilatekirche Orschel-Hagen

Die Dachkonstruktion mit der Wirkung eines Zeltes ruht ringsum auf Sichtbetonpfeilern, in deren Zwischenräumen die Fenster von der Dachkante bis zum Boden reichen. Der Innenraum hat eine sechseckige Grundfläche. Drei viereckige und drei dreieckige Dachseiten über dem Lichtband der Fenster führen hoch über dem Altarraum zu einem gleichschenkligen Dreieck als horizontales Dachfenster zusammen. Der Westseite ist der Eingangsbereich vorgelagert, dem rechts und links der Mesnerraum und die Sakristei eingegliedert sind. Der Kirchenraum ist 16 Meter hoch mit einer Grundfläche von ca. 450 m². Die im Halbkreis angeordneten Bänke mit zwei seitlichen Gängen bieten 400 Sitzplätze und nehmen den Altarraum in ihre Mitte. Altar, Tauftisch und Kanzel sind in schlichten Formen aus schwarzem Holz gefertigt. Die Orgel verfügt über 2 Manuale und Pedal mit insgesamt 18 Registern und steht links neben dem Altarraum. Sie wurde 1970 von der Firma Walcker, Ludwigsburg, eingebaut.
Große Veranstaltungen sind die Gottesdienste zu Heilig Abend und der Konfirmation, der Theater-Gottesdienst an Karfreitag, die Familiengottesdienste zum Abschluss der Kinderferienwoche („KiWo“) im August und zum Erntedankfest sowie das Gospelkonzert zum Abschluss des Workshop-Wochenendes.

Als Winterkirche werden vom Sonntag nach Neujahr bis zum Sonntag Judika (Sonntag vor Palmsonntag) die Gottesdienste im Gemeindesaal gefeiert, um Heizkosten und Umweltbelastung zu mindern; statt des Orgelspiels erklingt das Klavier.

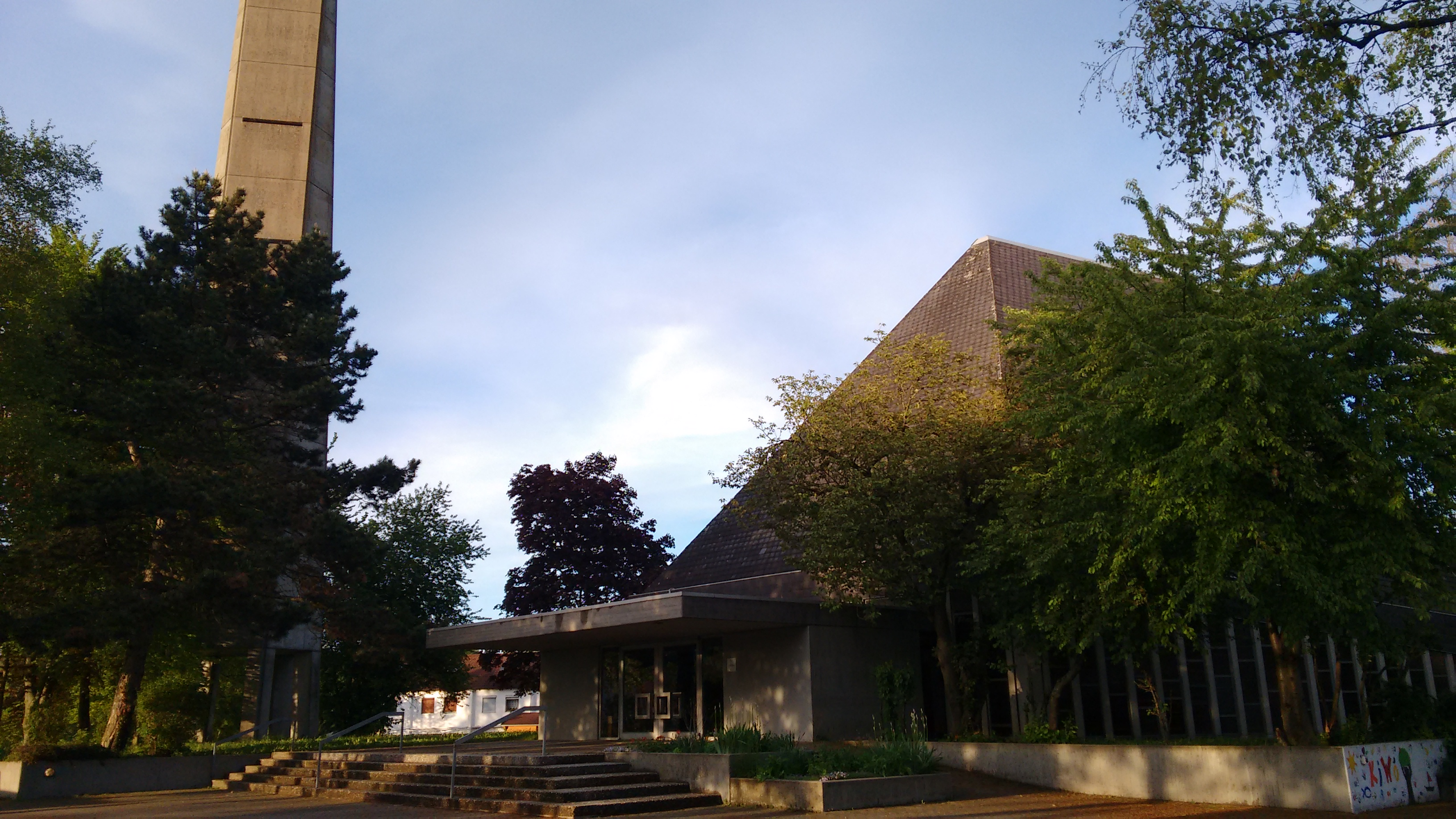
Jubilatekirche Orschel-Hagen im Mai 2017

## Kirchturm und Glocken
Der Kirchturm der Jubilatekirche ist aus Sichtbeton erbaut und wiederholt die geometrische Struktur des Kirchengebäudes. Auf sechs mächtigen Pfeilern streckt er sich auf eine Höhe von 37 Metern. In seinem Glockenstuhl trägt er drei Glocken. Sie wurden 1967 im Beisein von Pfarrer Poguntke und einigen Gemeindemitgliedern feierlich in der Gießerei Gebr. Bachert in Karlsruhe gegossen. Montiert wurden sie von der Pfullinger Firma Walz & Hielscher, die auch den Glockenstuhl eingebaut hat.
Die Glocken tragen Inschriften aus Psalm 100, aus dem der Name der Kirche abgeleitet wurde.
- Die Taufglocke „Jauchzet dem Herrn alle Welt“ wiegt 450 kg und ist gestimmt auf den Ton b′.
- Die Rufglocke „Dienet dem Herrn mit Freuden“ wiegt 637 kg und ist gestimmt auf den Ton as′.
- Die Betglocke „Kommt vor sein Angesicht mit Frohlocken“ wiegt 1023 kg und ist gestimmt auf den Ton f′.

Nach Beschluss des Kirchengemeinderates vom April 1993 erklingt täglich um 12.00 Uhr und um 18.00 Uhr die Betglocke. Samstags um 18.00 Uhr läuten alle drei Glocken den Sonntag ein. Immer eine halbe Stunde vor Gottesdienstbeginn ruft die Rufglocke zum Gottesdienst, zum Beginn des Gottesdienstes läuten alle drei Glocken zusammen.
Die Glocken der Jubilatekirche sind die einzigen im Stadtteil Orschel-Hagen; im Turm der benachbarten katholischen St.-Andreas-Kirche gibt es keine Glocken.

## Unterhalt
Der Förderverein Jubilatekirche e. V. wurde am 27. Mai 2005 gegründet, nachdem die Gesamtkirchengemeinde beschlossen hatte, die Jubilatekirche nicht mehr zu erhalten. Seither bringen ca. 120 Mitglieder über Mitgliedsbeiträge, Spenden, Sponsoring, Eigenarbeit und Sparmaßnahmen die nötigen Mittel auf, um den Bestand der Jubilatekirche langfristig zu sichern. Mit der Kirchengemeinde Jubilate ist der Förderverein eng verbunden. Er hatte zudem 2017 die Mittel beisammen, um die anstehende Sanierung der sechs Dachflächen zu stemmen.
Ende 2016 nahm das Landesamt für Denkmalpflege die Jubilatekirche einschließlich ihres Turms in die Liste der Kulturdenkmale in Baden-Württemberg auf. Der Kirchplatz ist dabei einbezogen, das benachbarte Gemeindezentrum jedoch nicht.
Daraufhin hat die Gesamtkirchengemeinde ihren Beschluss von 2005 aufgehoben und finanziert seit Anfang 2018 das Kirchengebäude und den Kirchturm wieder aus Kirchensteuermitteln. Sie übernimmt die Einzahlungen in die Substanzerhaltungs- und Renovierungsrücklage, während die Jubilate-Kirchengemeinde und der Förderverein die laufenden Betriebskosten (Heizung, Strom) aufbringen.